# I Would Like
I Would Like är en låt av svenska sångerskan Zara Larsson. Den släpptes den 11 november 2016 av TEN Music Group och Epic Records, initialt som en reklamsingel. låten släpptes senare som den fjärde singeln från hennes andra studioalbum, So Good.

## Låtlista
- Digital nedladdning

1. "I Would Like" – 4:23

- Digital nedladdning

1. "I Would Like" (R3hab Remix) – 2:27

- Digital nedladdning[2]

1. "I Would Like" (Gorgon City Remix) – 4:23